# سامانثا بوتير
سامانثا بوتير (بالإنجليزية: Samantha Potter)‏ هي عارضة أمريكية، ولدت في 20 يناير 1990 في وودلاند هيلز، كاليفورنيا في الولايات المتحدة.

## وصلات خارجية
- سامانثا بوتير على موقع IMDb (الإنجليزية)
- سامانثا بوتير على موقع قاعدة بيانات الفيلم (الإنجليزية)
- سامانثا بوتير على موقع كينوبويسك (الروسية)